# Alèis
Alèis (en francès Allex) és un municipi francès situat al departament de la Droma i a la regió d'Alvèrnia-Roine-Alps. L'any 2007 tenia 2.413 habitants.

## Demografia

### Població
El 2007 la població de fet d'Allex era de 2.413 persones. Hi havia 880 famílies de les quals 192 eren unipersonals (80 homes vivint sols i 112 dones vivint soles), 260 parelles sense fills, 364 parelles amb fills i 64 famílies monoparentals amb fills.
La població ha evolucionat segons el següent gràfic:
Habitants censats

### Habitatges
El 2007 hi havia 989 habitatges, 891 eren l'habitatge principal de la família, 56 eren segones residències i 42 estaven desocupats. 891 eren cases i 92 eren apartaments. Dels 891 habitatges principals, 709 estaven ocupats pels seus propietaris, 164 estaven llogats i ocupats pels llogaters i 18 estaven cedits a títol gratuït; 3 tenien una cambra, 38 en tenien dues, 121 en tenien tres, 214 en tenien quatre i 515 en tenien cinc o més. 723 habitatges disposaven pel capbaix d'una plaça de pàrquing. A 363 habitatges hi havia un automòbil i a 468 n'hi havia dos o més.

### Piràmide de població
La piràmide de població per edats i sexe el 2009 era:
| Homes | Edats   | Dones |
| ----- | ------- | ----- |
| 0     | 95 o +  | 0     |
| 12    | 90 a 94 | 8     |
| 20    | 85 a 89 | 8     |
| 8     | 80 a 84 | 16    |
| 32    | 75 a 79 | 28    |
| 36    | 70 a 74 | 40    |
| 56    | 65 a 69 | 36    |
| 44    | 60 a 64 | 24    |
| 48    | 55 a 59 | 56    |
| 88    | 50 a 54 | 76    |
| 96    | 45 a 49 | 80    |
| 48    | 40 a 44 | 64    |
| 100   | 35 a 39 | 104   |
| 64    | 30 a 34 | 52    |
| 64    | 25 a 29 | 36    |
| 36    | 20 a 24 | 32    |
| 64    | 15 a 19 | 48    |
| 96    | 10 a 14 | 60    |
| 116   | 5 a 9   | 76    |
| 68    | 0 a 4   | 52    |

## Economia
El 2007 la població en edat de treballar era de 1.547 persones, 1.123 eren actives i 424 eren inactives. De les 1.123 persones actives 1.030 estaven ocupades (552 homes i 478 dones) i 93 estaven aturades (40 homes i 53 dones). De les 424 persones inactives 143 estaven jubilades, 148 estaven estudiant i 133 estaven classificades com a «altres inactius».

### Ingressos
El 2009 a Allex hi havia 901 unitats fiscals que integraven 2.471,5 persones, la mediana anual d'ingressos fiscals per persona era de 18.607 €.

### Activitats econòmiques
Dels 113 establiments que hi havia el 2007, 1 era d'una empresa extractiva, 4 d'empreses alimentàries, 13 d'empreses de fabricació d'altres productes industrials, 23 d'empreses de construcció, 18 d'empreses de comerç i reparació d'automòbils, 5 d'empreses de transport, 5 d'empreses d'hostatgeria i restauració, 2 d'empreses d'informació i comunicació, 4 d'empreses financeres, 5 d'empreses immobiliàries, 12 d'empreses de serveis, 14 d'entitats de l'administració pública i 7 d'empreses classificades com a «altres activitats de serveis».
Dels 26 establiments de servei als particulars que hi havia el 2009, 1 era una oficina de correu, 3 tallers de reparació d'automòbils i de material agrícola, 7 paletes, 2 guixaires pintors, 5 fusteries, 2 lampisteries, 1 electricista, 2 perruqueries, 2 restaurants i 1 agència immobiliària.
Dels 5 establiments comercials que hi havia el 2009, 1 era una botiga de menys de 120 m², 2 fleques, 1 una llibreria i 1 una floristeria.
L'any 2000 a Allex hi havia 54 explotacions agrícoles que ocupaven un total de 1.144 hectàrees.

## Equipaments sanitaris i escolars
El 2009 hi havia 1 farmàcia i 3 ambulàncies.
El 2009 hi havia 2 escoles elementals.

## Poblacions més properes
El següent diagrama mostra les poblacions més properes.